# Gare de Djeniene Bourezg
La gare de Djeniene Bourezg, ou gare de Djenien-bou-Rezg, est une gare ferroviaire algérienne située sur le territoire de la commune de Djeniene Bourezg, dans la wilaya de Naâma.

## Situation ferroviaire
La gare se situe sur la ligne de Oued Tlelat à Béchar, à une altitude de 1 005,400 m, où elle est précédée de la gare de Moghrar et suivie de celle de Beni Ounif.
| \| Djeniene Bourezg Naâma El Biod Moghrar \| Localisation de la gare de Djeniene Bourezg dans la wilaya de Naâma. |
| Djeniene Bourezg Naâma El Biod Moghrar                                                                            |

## Histoire

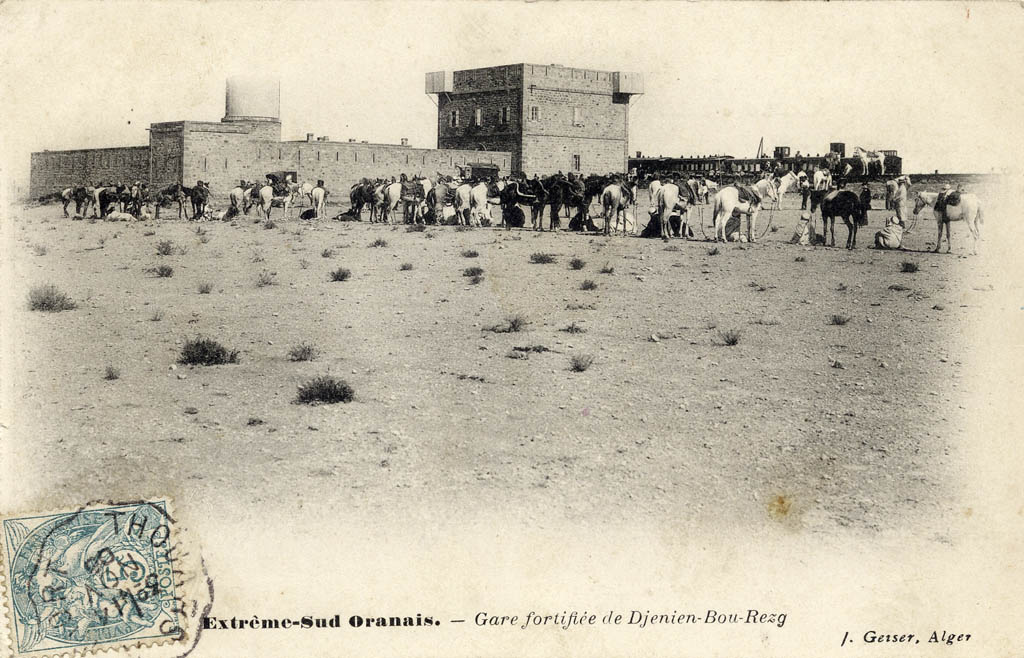
La gare au début du XXe siècle.

La gare est mise en service en 1901 lors de l'ouverture de la section de 27,4 km entre Aïn Sefra et Duveyrier de l'ancienne ligne à voie étroite d'Oran à Kenadsa via Saïda. Précédée de l'ancienne gare de Dayet El Kerch et suivie de l'ancienne gare de Hadjret M'Guil, elle était située au point kilométrique (PK) 576,500 de la ligne,,.
Cette gare fait partie des gares fortifiées en Algérie construites par l'armée française entre 1881 et 1906 le long de la ligne entre Saïda et Béchar.

## Service des voyageurs

### Desserte
La gare est desservie par les trains grandes lignes de la liaison Oran - Béchar.